# Nemipterus bathybius
Nemipterus bathybius là một loài cá biển thuộc chi Nemipterus trong họ Cá lượng. Loài cá này được mô tả lần đầu tiên vào năm 1911.

## Từ nguyên
Từ định danh bathybius được ghép bởi hai âm tiết trong tiếng Hy Lạp cổ đại: bathús (βαθύς; "sâu thẳm") và bĭ́os (βίος; "sự sống"), hàm ý đề cập đến việc loài cá này được tìm thấy ở vùng nước khá sâu.

## Phân bố và môi trường sống
Từ miền nam Nhật Bản (gồm cả quần đảo Ryukyu) và Hàn Quốc, N. bathybius có phân bố trải dài về phía nam đến bờ bắc Úc, phía đông đến New Ireland (Papua New Guinea). Ghi chép từ biển Andaman cần được xác minh thêm. N. bathybius được ghi nhận trên khắp bờ biển Việt Nam, gồm cả quần đảo Trường Sa.
N. bathybius sống trên nền đáy cát và bùn ở vùng nước ngoài khơi, độ sâu khoảng 35–300 m, nhưng thường bắt gặp trong khoảng 45–90 m (cá lớn thường xuất hiện ở độ sâu lhơn 110 m).

## Mô tả
Chiều dài cơ thể lớn nhất được ghi nhận ở N. bathybius là 24 cm. Phần thân trên có màu hồng nhạt, ánh bạc về phía bụng. Có hai sọc vàng dọc chiều dài thân: sọc thứ nhất nằm dưới đường bên, kéo dài từ sau nắp mang đến gốc trên của vây đuôi, sọc thứ hai từ phía sau gốc vây ngực đến giữa gốc vây đuôi. Một cặp sọc vàng hợp nhất ở phía trước, kéo dài từ vùng họng đến gốc dưới vây đuôi, dọc theo bên ngoài gốc vây bụng và vây hậu môn. Vây lưng màu hồng, viền vàng, với một sọc giữa gồm các đường gợn sóng màu vàng nhạt. Vây hậu môn trong suốt, hơi hồng ở rìa ngoài. Vây đuôi màu hồng, thùy trên và tia vây màu vàng. Các vây còn lại trong suốt. Gốc vây bụng có màu vàng tươi. 
Số gai vây lưng: 10; Số tia vây lưng: 9; Số gai vây hậu môn: 3; Số tia vây hậu môn: 7; Số gai vây bụng: 1; Số tia vây bụng: 5; Số tia vây ngực: 15–17.

## Sinh thái
Thức ăn của cá trưởng thành bao gồm động vật giáp xác, động vật chân đầu và cá nhỏ hơn, cá con (~12 cm) ăn chủ yếu giáp xác (chân chèo, giáp trai và chân khớp). Chúng là loài lưỡng tính thô sơ, trong đó con đực có tinh hoàn hoạt động nhưng cũng tồn tại cả buồng trứng thô sơ trong suốt cuộc đời.
Ở Biển Đông và vịnh Kagoshima (Nhật), N. bathybius sinh sản vào ban đêm, kéo dài từ tháng 6 đến tháng 10 và đạt đỉnh điểm từ tháng 7 đến tháng 9. N. bathybius có thể đạt đến tuổi thọ cao nhất là 10 năm.

## Thương mại
Đây là một loài cá thực phẩm quan trọng ở Nhật và có giá trị thương mại cao. Loài này cũng chiếm ưu thế trong sản lượng đánh bắt ở vịnh Ragay (Philippines). Chúng bị khai thác rất nhiều ở quần đảo Trường Sa. Ở Việt Nam, N. bathybius chiếm tỉ lệ sản lượng cao nhất ở vùng biển Trung Bộ (giai đoạn 2012–2013).